# Station Coesfeld (Westf)
Station Coesfeld (Westf) is een station in de Duitse gemeente Coesfeld. Het station ligt aan de lijnen Dortmund - Gronau, Empel-Rees - Münster en Bottrop Nord - Quakenbrück.

## Geschiedenis
Het station van Coesfeld werd geopend op 1 augustus 1875 voor personen en goederenvervoer. Het station heeft lange tijd als spoorwegknooppunt gefungeerd in het westelijke Münsterland. Na de elektrificatie van de lijn Rheine - Essen en het sluiten van de lijn Borken - Coesfeld liep het verkeer sterk terug. Nadat de stad Coesfeld de plannen had opgevat om tot stadsuitbreiding over te gaan was dit voor de DB aanleiding om het goederenstation op te breken. Daarbij is er een nieuwe verbindingsboog gebouwd in de lijn Dortmund - Gronau.